# ميزون-لافيت
ميزون-لافيت (بالفرنسية: Maisons-Laffitte)، هي مدينة فرنسية تقع في إقليم إيفلين، ليس بعيدا عن مدينة باريس.

## التاريخ
الإسم الأصلي للمدينة هو ميزون سور سين (بالفرنسية: Maisons sur Seine)، أي البيت أو البيوت التي تقع على ضفاف نهر السين. سميت المدينة باسم ميزون-لافيت بشكل رسمي في عام 1882، تشريفا للبنكي جاك لافيت.